# Hylaeus gracilicornis
Hylaeus gracilicornis là một loài ong trong họ Colletidae. Loài này được Morawitz miêu tả khoa học đầu tiên năm 1867.